# Eunidia pygmaea
Eunidia pygmaea es una especie de escarabajo longicornio del género Eunidia, categorizada en la tribu Eunidiini, de la subfamilia Lamiinae. Fue descrita por Fåhraeus en 1872.

## Descripción
Mide 4,5-7 mm de longitud.

## Distribución
Se distribuye por Etiopía, Kenia, República de Sudáfrica, Somalia, Tanzania, Transvaal, y Zimbabue.